# Koltschuhyne
Koltschuhyne (ukrainisch Кольчугине, russisch Кольчугино Koltschugino, krimtatarisch: Bulğanaq, deutsch ehemals: Kronental) ist ein auf eine krimdeutsche Kolonie zurückgehendes Dorf auf der Krim mit etwa 4500 Einwohnern (2001). Die Ortschaft liegt 25 km westlich von Simferopol.

## Geschichte
Die Ortschaft wurde 1810 von Auswanderern, die aus Nordbaden, der Pfalz und dem Elsass kamen, gegründet – 48 Familien mit 148 Seelen bauten sich Hütten aus ihren Wagendecken, bis vom damaligen Herrn Inspektor Hofrat Gsell Anstallten zum Bau der Häuser getroffen wurden. Die Zuteilung von Siedlern an ihre Grundstücke erfolgte durch eine Losziehung. In den Folgejahren kamen weitere 8 Familien, davon 5 aus Württemberg dazu. Sie waren teils Lutheraner und Reformierte, teils Katholiken. Den deutschen Kolonisten wurde das Recht auf eine gemeinschaftliche Selbstverwaltung zuerkannt. Um das Dorf wurde Weizen und Roggen, Obst und Wein angebaut. Auch der Kartoffelanbau entwickelte sich zu einer wichtigen Ernährungsquelle.
Diese Kolonie hatte eine günstige Lage zu den Märkten von Sewastopol und Simferopol, mergelartigen Boden und große Weideflächen, weshalb die Kolonisten mit Schafzucht begannen. Sie wurde eine der größten Kolonistensiedlungen auf der Krim. Im Ort entstanden eine lutherische und eine katholische Kirche im klassizistischen Baustil sowie eine Schule und seit 1891 sogar ein Krankenhaus. Die russische Landwirtschaftszählung von 1917 führt u. a. die Namen Ehrreiser, Zeissler, Morast, Beser, Köhler, Hoffmann, Walzer, Fischer, Miller, Reinhard, Weiss und Schneider als Grundbesitzer auf.
Nachdem die Krim 1921 zur Autonomen Sozialistischen Sowjetrepublik wurde, brachten die Jahre 1921 und 1922  stalinistische Enteignungswellen und Hungersnot. In der allgemeinen Kollektivierung wurden in Kronental 212 Bauernhöfe zur Kolchose „Deutsche Kameraden“ vereinigt. Im Jahre 1926 verließen 16 der Hausbesitzer von Kronental das Dorf und gründeten das neue Dorf Neufeld. Andere Generationen zogen in sog. Tochter-Kolonien um. Im Jahr 1931 war die Bevölkerung von Kronental bereits gemischt, die Bevölkerung des Dorfes bestand aus 771 Deutschen, 111 Russen, 5 Griechen und 41 anderen. Im Frühjahr 1938 traf Pastor Witt, der zu Besuch in der Kolonie war, mit einer Gruppe von Gläubigen zusammen. Daraufhin wurden Aktivisten der Kirche verhaftet, da sie sich der „Beteiligung an anti-sowjetischer Sabotage“ schuldig gemacht hätten. Mit der Deportation der Deutschen vom 17. bis 20. August 1941 verfielen viele der Gebäude. 1945 wurde diese Siedlung wiederholt umbenannt.

### Historische Aufnahmen

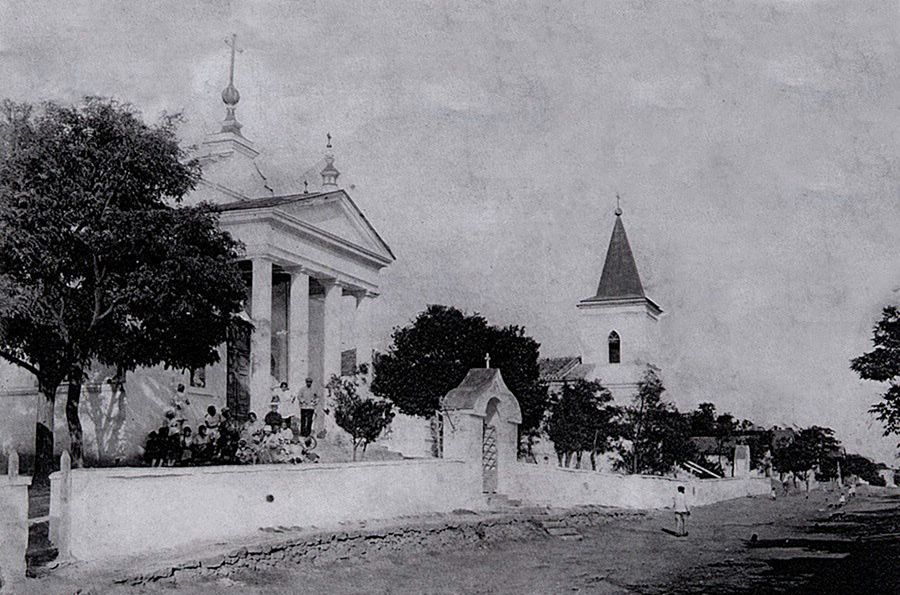
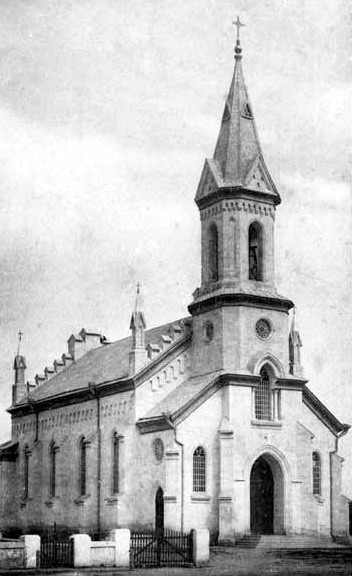

### Heutige Aufnahmen

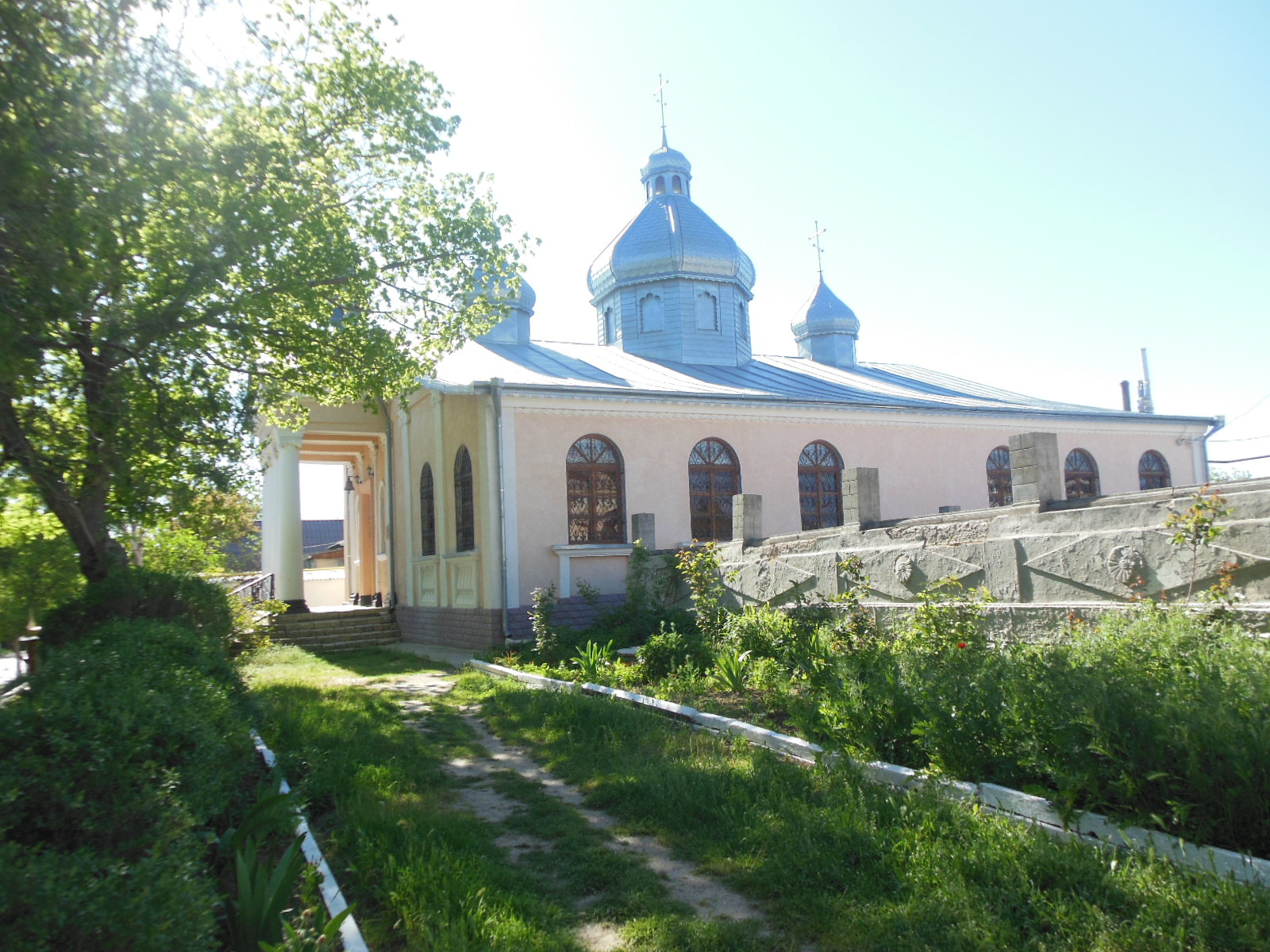
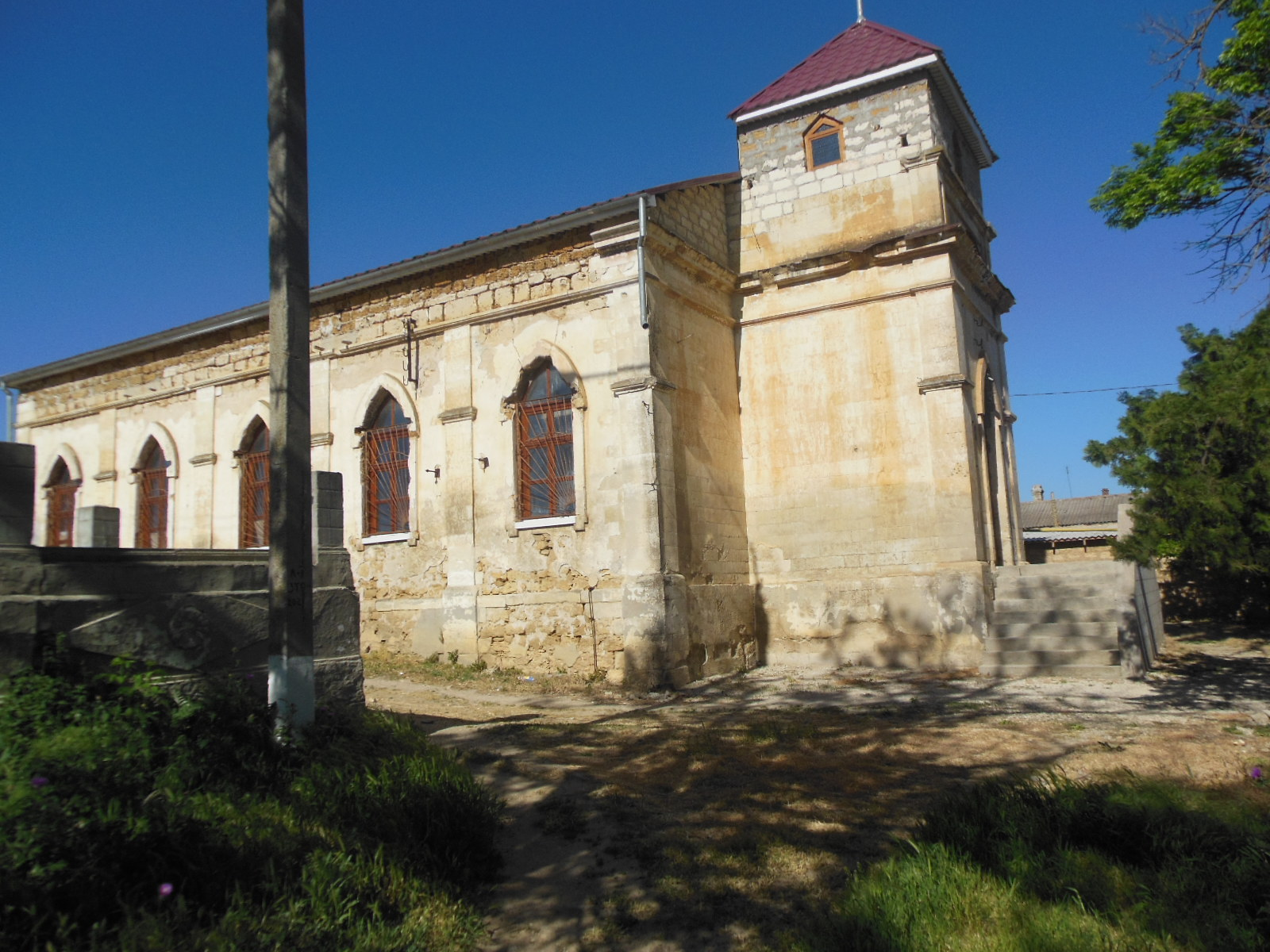

## Gegenwart
Es sind weiterhin ca. 50 der Häuser, erbaut von den deutschen Kolonisten, erhalten. Das ehemalige evangelische Bethaus wird jetzt als russisch-orthodoxe Kirche genutzt, die römisch-katholische Kirche als öffentlicher Klub verwendet. In einem der Häuser der Familie Schneider, erbaut vis-a-vis der Kirchen aus Muschelgestein, wird jetzt ein Museum und Club-Cafe geführt. Auf dem alten Friedhof sind immer noch zahlreiche Grabsteine mit deutschen Namen erhalten. Die Weinherstellung am Ort wird bis heute fortgeführt, u. a. mit einem Markenwein Kronental.

## Nachweise
1. ↑  Kapitel "Mutter-Kolonie Kronental" in W. Schneider: Aus der Kurpfalz auf die Krim, epubli Berlin 2021, ISBN 978-3-7541-6321-4
2. ↑  Kapitel "Tochter-Kolonie(n)" in W. Schneider: Aus der Kurpfalz auf die Krim, epubli Berlin 2021, ISBN 978-3-7541-6321-4
3. ↑   Kronental. Abgerufen am 4. Juli 2020.
4. ↑   Die Krim entdecken: unterwegs auf der Sonneninsel im Schwarzen Meer, Dagmar Sonderegger. S. 52 (Online).